# Tie Your Mother Down
〈Tie Your Mother Down〉은 영국의 록 밴드 퀸이 작곡한 곡으로, 리드 기타리스트 브라이언 메이가 작곡한 곡이다. 이 곡은 1976년 음반 《A Day at the Races》의 두 번째 싱글곡이다. 1977년 싱글로 발매된 이 곡은 영국 싱글 차트에서 31위로 정점에 달했으나 20년 이상 지난 뒤 영국 싱글 차트에서 13위에 오른 〈No-One But You (Only the Good Die Young)〉만 해당의 2배로 발표됐다. 이 음반에서 이 노래는 〈Teo Torriatte〉의 끝부분에서 재조정한 셰퍼드 음 멜로디를 특징으로 하는 1분간의 인스트루멘탈 인트로 이어졌다. 이 곡은 핑크 플로이드의 음반과 같은 전형적인 음반에 "원"을 만들어내기 위한 것이었다.
1976년 이 노래는 발매된 후 퀸이 후속 투어를 할 때마다 연주했다. 1992년 프레디 머큐리 추모 콘서트에서 이 노래는 퀸과 게스트 조 엘리엇과 슬래시가 공동연주했다. 최근 몇 년간 브라이언 메이와 로저 테일러는 2001년 퀸의 로큰롤 명예의 전당 입성식, 2006년 VH1 록 어너스 시상식 등 푸 파이터스와 라이브로 이 곡을 연주했다.
이 노래는 비디오 게임 《기타 히어로 라이브》에서 연주할 수 있는 곡이다.